# Mestna avtobusna linija št. 16 (Ljubljana)
Mestna avtobusna linija številka 16 ČRNI LOG – TRNOVO je ena izmed 34 avtobusnih linij javnega mestnega prometa v Ljubljani. Ima značaj povezovalne (prestopne) linije in povezuje Trnovo s Črnim Logom. Z linije št. 16 je mogoč prestop na ostale avtobusne linije, ki vozijo v center in ostale mestne in primestne predele (št. 1, 6, 6B, 9, 19B, 19I, 47, 51 in 56).

## Zgodovina
Avtobus je po liniji 16 prvič zapeljal 8. decembra 2021, in sicer na odseku Mestni Log - Opekarska - Mestni Log. 3. januarja 2022 je bila linija iz Mestnega loga podaljšana do Črnega Loga, 1. marca 2022 je bila podaljšana še z Opekarske do obračališča Trnovo ob Ljubljanici. Zadnjo spremembo je linija doživela 14. novembra 2022, ko so jo zaradi možnosti dodatnega prestopanja potnikov speljali preko Tržaške ceste (vožnje mimo obračališča Mestni log in preko avtocestnega nadvoza so bile tako opuščene).

## Trasa
Cesta v Gorice - Cesta dveh cesarjev - Cesta v Gorice - Tržaška cesta - Tbilisijska ulica - Cesta dveh cesarjev - Opekarska cesta.

## Režim obratovanja
Linija obratuje ob delovnikih med 4.52 in 22.40, OD 16:00 ure linija obratuje na klic. Ob sobotah, nedeljah in praznikih ne obratuje.

## Vozila
- Midi avtobus
- Enojni avtobus
- Midi avtobus